# Roberto Larraz
Roberto Larraz, né le 20 août 1898 et mort le 27 novembre 1978 à Buenos Aires, est un escrimeur argentin.
Il a remporté, par équipes, une médaille de bronze aux Jeux olympiques, la seule obtenue par l'Argentine en escrime aux Jeux. Il est considéré comme le meilleur escrimeur sportif de l'histoire de l'Argentine.

## Carrière
A 25 ans, Larraz dispute ses premiers Jeux olympiques à Paris, 1924. Ses débuts sont très prometteurs, il passe les quatre tours de poules éliminatoires, battant le futur médaillé de bronze belge Maurice Van Damme en demi-finale. Il retrouve ce dernier en poule finale, mais le fleurettiste belge prend sa revanche. Larraz ne perd que de deux touches contre les autres médaillés, Roger Ducret et Philippe Cattiau, mais ne peut faire mieux qu'une cinquième place et un succès contre le médaillé d'argent de 1912 Ivan Osiier. A 25 ans, à l'époque un très jeune âge en escrime (Ducret, le vainqueur, a alors 36 ans), il semble promis à un grand avenir. Par équipes, l'Argentine bat les Pays-Bas (12-4), mais perd contre la France et d'une simple touche contre la Hongrie (8-8 aux assauts, 58-57 aux touches données), touche qui prive les argentins de la poule finale. Ils finissent cinquièmes.
Aux Jeux de 1928 à Amsterdam, Larraz participe exclusivement sur l'épreuve par équipes. L'Argentine est opposée à la Norvège, l'Espagne et la Belgique, qui défend un titre de vice-championne olympique obtenu en 1924. Les argentins sortent victorieux de ces trois rencontres. Au tour suivant, ils battent les États-Unis aux touches portées (8-8, 62-55), puis plus largement contre les Pays-Bas (10-2). En demi-finale, c'est au tour de la Hongrie, médaillée de bronze en 1924, de subir la loi des argentins (11-5). La Belgique ayant fait de même, et les deux premières équipes de la poule étant qualifiées, le match sans enjeu entre l'Argentine et la Belgique n'est pas disputé. En poule finale, Larraz et son équipe chutent contre l'Italie (11-5), puis la France (9-7), et retrouvent la Belgique pour une confrontation décisive. Larraz gagne ses quatre assauts et l'Argentine décroche le bronze, la première et jusqu'aujourd'hui unique médaille argentine en escrime aux Jeux olympiques.

## Palmarès
- Jeux olympiques
  -  Médaille de bronze par équipes aux Jeux olympiques de 1928 à Amsterdam.